# Вільногрушівське
Вільногру́шівське — село в Україні, у Запорізькому районі Запорізької області. Входить до складу Михайлівської сільської громади. 
Площа села – 22,2 га. Кількість дворів – 64, кількість населення на 01.01.2007 р.  –  101 чол. 

## Географія
Село Вільногрушівське знаходиться на правому березі річки Вільнянка, нижче за течією на відстані 2 км розташоване село Вільнокур'янівське, на протилежному березі - село Михайлівка. Через село проходить автомобільна дорога М18 (E105).
Село розташоване за 25 км від міста Вільнянськ, за 16 км від обласного центра. 
Найближча залізнична станція – платформа № 13 км – знаходиться за 5 км від села.

## Історія
Село Вільногрушівське утворилось наприкінці 1920-х років. 
В 1932-1933 селяни пережили сталінський геноцид.
З 24 серпня 1991 року село входить до складу незалежної України.
До 2018 року орган місцевого самоврядування — Люцернянська сільська рада.
День села відзначається 14 жовтня.